# حسونة الدغيس
حسونة الدغيس (1778 طرابلس - 1836 إستنبول)، سياسي ومثقف ليبي، وهناك من يعدّه أول صحفي ليبي، تلقّى تعليمه الأوليّ في بلده، ثم أرسله والده إلى أوروبا وتمكّن هناك من زيادة حصيلته المعرفية، عاد إلى بلده عام 1826 فعيّنه يوسف باشا القرمانلي وزيرًا للشؤون الخارجية، غادر بعد ذلك ليبيا مجددًا إلى أوروبا، واستقر به المقام في إستنبول، وتولّى هناك مهمة تحرير النسخة الفرنسية "Le Moniteur Ottoman" للصحيفة الرسمية للدولة العثمانية «تقويم وقايع» وذلك بتاريخ (16 - 06 - 1836)، وتوفي بعد ذلك بمدة قصيرة.
- يعتبر أول من ترجم إلى اللغة الفرنسية عندما قام بترجمة كتاب المرآة للجزائري حمدان خوجة.. وقد كان الكتاب باللغة العربية ويتحدث عن فضائع الفرنسسين في الجزائر...